# Thomas Thould
Thomas Henry Thould (Weston-super-Mare, 11 de enero de 1886 - Weston-super-Mare, 15 de junio de 1971) fue un jugador inglés de waterpolo.

## Biografía
Tom pasó su vida en Weston-Super-Mare trabajando como mecánico en una compañía de gas por 35 años excepto cuando tuvo que realizar el servicio militar con la Royal engineers en Francia y Palestina. Jugó de cierre y junto con Paul Radmilovic compuso el eje central del equipo que ganó los dos campeonatos nacionales de 1906 y 1907. 
Como mucho de su época también practicó la natación y consiguió varios títulos.

## Títulos
Como jugador de club de waterpolo
- 2 títulos nacionales de Inglaterra. (1906, 1907)

Como jugador de waterpolo de la selección de Inglaterra
- Oro en los juegos olímpicos de Londres 1908

## Clubs
- Weston-super-Mare Swimming Club ( Reino Unido)